# Quang Loan Hoàng hậu
Quang Loan hoàng hậu (chữ Hán: 光鸞皇后), không rõ năm sinh năm mất, là một hoàng hậu của triều đại nhà Trần trong lịch sử Việt Nam, chính cung của Trần Giản Hoàng, con gái ruột của Trần Nghệ Tông.

## Tiểu sử
Bà nguyên là Thiên Huy công chúa (天徽公主), con gái của Trần Nghệ Tông, có tên là Thực Mỹ (實美). Bà là một trong những hoàng hậu có xuất thân cao quý nhất của triều đại nhà Trần, con gái của một tông thất và là một hoàng đế. Những hoàng hậu xuất thân cao quý khác của triều Trần còn có thể kể đến: Phế hậu Lý Thiên Hinh, Hiến Từ Thuận Thiên hoàng hậu, Nguyên Thánh Thiên Cảm hoàng hậu và Hiến Từ Tuyên Thánh hoàng hậu.
Đinh Tỵ, năm thứ 5 (1377), mùa thu, tháng 9, Trần Thục Mỹ được sách phong làm Hoàng hậu cho Giản Hoàng. Năm 1388, Giản Hoàng bị phế và bị giết, bà trở về lại danh hiệu Công chúa, được phong làm Thái Dương công chúa (太陽公主).